# Erginobacter
Genre
Les "Candidatus Erginobacter" sont des bactéries regroupées en un genre candidat de la famille Candidatus Erginobacteraceae du phylum lui-même candidat Auribacterota.

## Historique
Ce genre est proposé en 2022 par T. J. Williams sous le nom de "candidatus Erginobacter" pour contenir des bactéries non cultivables identifiées dans le Lac Ace. Ce lac est un Lac méromictique d'origine marine de 25 m de profondeur situé dans les Collines de Vestfold de l'Antarctique de l'Est.

## Taxonomie
Le nom de candidatus Erginobacter" a été publié de manière non valide et ce nouveau nom est considéré comme le nom préféré mais pas le nom correct.

### Étymologie
L'étymologie du nom de genre Erginobacter est la suivante : Er.gi’no.bac.ter. Gr. masc. n. Ergînos, de Miletus, un des Argonautes et fils de Poséidon, en référence au voyage en Antarctique, et à l'origine marine du lac Ace (Ἐργῖνος); N.L. masc. n. bacter, bactérie; N.L. masc. n. Erginobacter, la bactérie d'Erginos.

### Liste des genres
Selon la base de nomenclature LPSN (03/09/2023), ce genre ne contient actuellement qu'une seule espèce:
- "Candidatus Erginobacter occultus" Williams et al. 2022 nom préféré (nom non correct)

### Phylogénie
L'analyse phylogénétique de leur génome les place à proximité du genre "candidatus Euphemobacter" classé dans la même famille.